# Juletræet (film fra 1907)
 For alternative betydninger, se Juletræet. (Se også artikler, som begynder med Juletræet)
Juletræet er en dansk dokumentarisk optagelse fra 1907 foretaget af Peter Elfelt.

## Handling
Vinteroptagelser af børn, der skøjter på Skøjteløbervoldgraven i Fredericia og kælker ned ad en gade, formentlig er der tale om Elfelt-titlen "Skøjteløbning i Fredericia" (1907). Herefter optagelser fra Elfelts studie på Kultorvet, hvor familien samles om juletræet i en stue. De danser rundt om træet, og moderen får gaver (1899). Formentlig er det Elfelts egen familie.